# Éveux
Éveux è un comune francese di 1 070 abitanti situato nel dipartimento del Rodano della regione Alvernia-Rodano-Alpi.
Il territorio comunale è bagnato dalle acque della Brévenne.

## Monumenti e luoghi d'interesse
- Convento di Santa Maria de La Tourette

## Società

### Evoluzione demografica
Abitanti censiti